# ウィリアムズ EJ22
ウィリアムズ EJ22はウィリアムズ・インターナショナルが超軽量ジェット機（VLJ）用に開発した小型ターボファンエンジンである。

## 開発
ウィリアムズ・インターナショナルは1960年代以来、これまで巡航ミサイル用の小型ターボファンエンジンを製造してきており、1992年にFJ44でゼネラルアビエーション市場に参入して成功を収めた。同年、NASAは先進的ゼネラルアビエーション輸送実験 (AGATE)を策定し、ゼネラルアビエーション業界から協力者を募集していた。1996年、ウィリアムズはFJ44よりも小型で燃料消費効率の優れたFJX-2として識別されるターボファンエンジンを開発するためにAGATEのゼネラルアビエーション推進計画General Aviation Propulsion (GAP)に参加した。
当初、ウィリアムズはバート・ルータンのスケールド・コンポジッツ社と超軽量ジェット機(VLJ)であるウィリアムズ V-Jet IIを新型エンジンの試験と技術実証用として使用するために契約を交わした。航空機の動力は2基のウィリアムズ社の巡航ミサイル用エンジンを有人仕様にしたFJX-1で1997年のオシュコシュ航空ショーで公開された。FJX-2エンジンの開発は大半の作業が1998年中に完了し、初期の試作機の部品が翌年の第2半期に納入された。FJX-2には多くの実験的な要素が取り入れられており、生産工程は部品点数を最小化し、製造経費を抑え、バイパス比は4:1だった。その結果、これらは多くの技術的困難に直面して初期の試作機は失敗した。しかし、再設計してより一般的なシステムにした結果、エンジンはNASAの要求する推力700 lbf (3,100 N)に適合した。高高度試験は2000年3月から4月にかけてNASAのグレン研究推進システム研究所で実施された。
2000年、ウィリアムズ社はエクリプス・アビエーションとFAAに承認されたFJX-2であるEJ22の開発に加わり、2002年6月にそれを使用したエクリプス 500超軽量ジェット機が初飛行した。新型の有人用ターボファンエンジンの開発期間としてはこれまでに無い短期間だった。新型のEJ22を搭載したエクリプス 500の試作機は2002年夏に初飛行した。
エクリプスは当初、推力700 lbf (3,100 N)のFJX-2 よりも10%多い770 lbf (3,400 N)の推力を必要としていた。これはエクリプスが要請したであろう多数の継続的な変更要請の最初の一つに過ぎなかった。EJ22は多数の問題を抱えておりエクリプス・アビエーションによる頻繁な変更要請に耐えかねてウィリアムズ・インターナショナルは2002年末に提携を打ち切った。提携の打ち切りにより開発とFAA認証は遅延した。
TSFCの要求を満たすためにEJ22ターボファンはファン、2基の軸流式圧縮機と3基の膨張タービンを備えた3軸式エンジンとして設計された。その結果、エンジンはこれまでエクリプス社が手がけたどのエンジンよりも大幅に複雑になった。地上試験中、EJ22は2年間に渡り開発行程において始動時や過熱や部品の破損や補機類の故障など頻繁に問題を生じた。大半の問題は通常の開発計画でも起こりうる類で、短い開発期間、エクリプスによる頻繁な変更によって様々な障害がもたらされた。

## 仕様諸元
エンジン推力は700 lbf (3,100 N)級で中バイパス（バイパス比4:1）ターボファンでファンの直径は約15 インチである。全長は41インチ (1,000 mm)で基本重量は85 ポンド、2001年3月の試験時の初期の EJ22 試作エンジンの重量は 96 lb (44 kg) で実証された推力重量比は7.52だった。主圧縮機は6段式で重量はわずか1.22 lb (0.55 kg)だった。 エンジンの構成は3軸式で3基の全圧縮機とタービンは軸流式である。これまで高圧圧縮機には全て軸流式タービンで駆動される遠心式圧縮機を使用してきた従来のウィリアムズ社のエンジンとは異なる傾向である。反転流式燃焼器と混合排気が他の特徴である。